# 米爾恰 (大別列茲尼區)
48°49′36″N 22°27′41″E / 48.82667°N 22.46139°E
米爾恰（烏克蘭語：Мирча）是烏克蘭西部的村莊，隸屬外喀爾巴阡州的烏日霍羅德區。該村處於烏日河畔，始建於1599年，面積4.19平方公里，海拔高度209米，2001年人口686。